# Marcos del Río
Marcos del Río o Mark Van Der Veken fue un misionero jesuita de los Países Bajos españoles (actual Bélgica), que fue enviado a evangelizar a la Nueva España como parte de las Misiones jesuíticas en el desierto de Sonora, estando en los rectorados de Pimería Alta, Rectorado de los Santos Mártires del Japón, y de San Francisco Javier, en la zona noreste y central de Sonora, donde fundó al menos 5 pueblos. Van der Veken, al tratar con españoles, vio la conveniencia de cambiar el nombre para facilitar la interacción y pronunciación con la gente, por lo que se hizo llamar Marcos del Río.

## En la Nueva España
Marcos, evangelizó a los habitantes nativos de Sonora de las tribus de yaquis, ópatas, pimas y, seris. Vander Veken expresó en una de sus cartas: "para mayor gloria de Dios pueda sudar ese país y, si a Dios le place, incluso regarlo con sangre, que es la más fértil para la cosecha." Estuvo en la parte alta del Río Yaqui, en centro y noreste del actual Sonora donde fundó 5 pueblos siendo ellos, San Miguel de Arcángel de Oposura, (Moctezuma), San Ignacio de Óputo (hoy Villa Hidalgo), Cucurpe, Huásabas y Bacadéhuachi.
Moctezuma lo fundó a principios del año de 1644. Luego un poco al noreste fundó Villa Hidalgo, que fue fundado en octubre de 1644, por al cual le asignaron el nombre de San Ignacio de Óputo que significa lugar del palofierro (Opo, palofierro, y tho, lugar), debido a un manchón de palofierro existente al occidente de la población.
A unos pocos kilómetros, Marcos estuvo en Huásabas en marzo de 1645, estableciendo una misión con el nombre de "San Francisco de Huásaca," tratando así de fomentar la vivencia comunitaria, juntando las rancherías ópatas de los alrededores. Fue cabecera de misión en la evangelización formado por la tribu Eudeve, rama de la ópata que se caracterizó por su docilidad y trabajo. En lengua ópata, Huásaca tiene dos significados: Lugar de tierras enyerbadas, lugar de tierras llenas de basura que arrastra el río; de huat, tierra de siembra, y saca, yerba, basura.
Un poco después viajó al norte hasta llegar al Valle de Turicachi (hoy Fronteras Sonora) a finales de 1645, acompañado de también jesuita belga Gilles de Fiodermont (Egidio Montefrío), quien fue comisionado en la zona central del valle de Turicachi a la misión de Turicachi primeramente y, en ese mismo año edificaron la misión de Corodéhuachi, con el propósito de evangelizar a los ópatas que habitaban ese lugar en los tiempos anteriores y durante la conquista.
En 1646 le fue concedido la profesión del cuatro votos.
De ahí se trasladó en 1647, a una zona pima, a unos kilómetros al suroeste, al lugar donde se estableció el poblado de Cucurpe y, la Misión que la nombró como “Los Santos Reyes de Cucurpe”. (Hoy solo se conservan ruinas del campanario y unos arcos. En sus alrededores hay múltiples lugares con cuevas y pinturas rupestres.)
Después Marcos volvió con Egidio, a Turicachi, a donde fue fundada Cuquiárachi, en el año de 1654 como una misión.
En 1662 impulsó la construcción de Bacadéhuachi del templo de Nuestra Señora de Loreto apoyado ahí por el padre Juan Betancur, cuando al lugar se le conocía como la misión de San Luis Gonzaga.

El 12 de noviembre de 1677 el padre Ángelo Marras, escribe sobre las misiones de Sonora al padre provincial Tomás Altamirano sobre el padre Marcos:
“No he conocido otro (padre) tan fervoroso aplicado y celoso de conversiones, si no fue el P. Marcos del Río, de santa memoria.

## Últimos Años
En 1706, Marcos del Río pasó por el Real Pitic, (hoy Hermosillo) lugar de pimas y seris, donde se detuvo por varios días. Durante su estadía fue invitado por algunos nativos conversos a visitar la cueva sagrada del Pitic que para los pimas era lugar sagrado.
Van der Veken tenía edad avanzada cuando recibió la orden de presentarse en la Ciudad de México de donde fue remitido a Europa para descansar el resto de sus días. Allá escribió sus memorias y así dejó el testimonio de lo que le contara el indio Melchor Cruz en la entrada de la caverna sagrada del Pitic.